# Лемешень
Лемешень, Лемешені (рум. Lămășeni) — село у повіті Сучава в Румунії. Входить до складу комуни Редешень.
Село розташоване на відстані 339 км на північ від Бухареста, 17 км на південь від Сучави, 109 км на захід від Ясс.

## Населення
За даними перепису населення 2002 року у селі проживали 1366 осіб, усі — румуни. Усі жителі села рідною мовою назвали румунську.